# انتونیو گوایر
انتونیو گوایر (انگلیسی: Antonio Guayre؛ زادهٔ ۲۳ آوریل ۱۹۸۰) بازیکن فوتبال اهل اسپانیا است.
از باشگاه‌هایی که در آن بازی کرده‌است می‌توان به باشگاه فوتبال لوگو، باشگاه فوتبال نومانسیا، باشگاه فوتبال لاس پالماس، باشگاه فوتبال سلتاویگو، و باشگاه فوتبال ویارئال اشاره کرد.
وی همچنین در تیم‌های ملی فوتبال زیر ۲۱ سال اسپانیا و اسپانیا بازی کرده‌است.